# 김성우 (야구 선수)
김성우(2003년 11월 15일 ~ )은 LG 트윈스 소속 포수이다.